# Miltochrista exclusa
Miltochrista exclusa är en fjärilsart som beskrevs av Butler 1877. Miltochrista exclusa ingår i släktet Miltochrista och familjen björnspinnare. Inga underarter finns listade i Catalogue of Life.